# معماری تودور

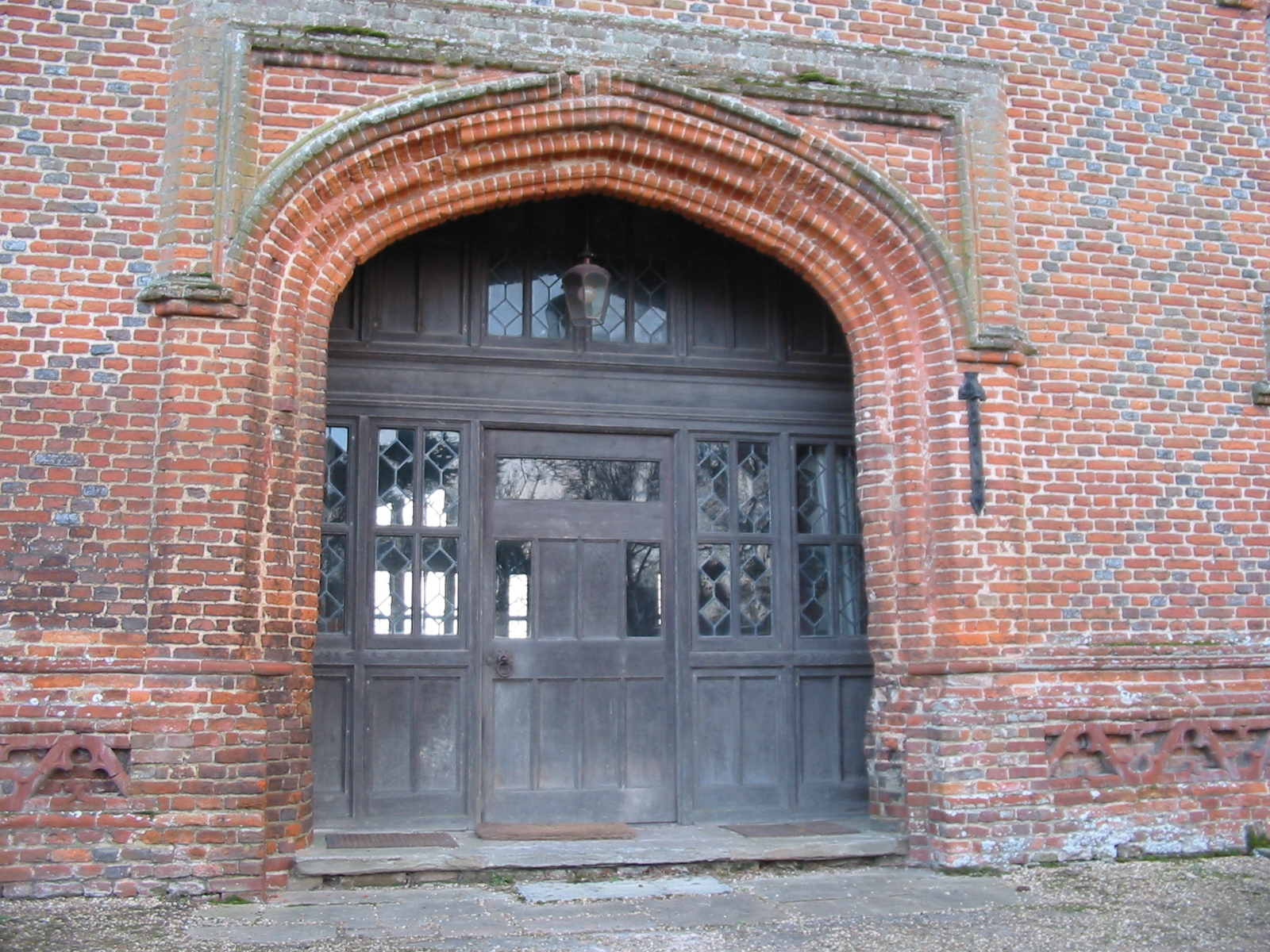
ورودی به برج یک قلعه نشان‌دهنده طرح آجرچینی دوره تودور

معماری تودور (انگلیسی: Tudor architecture) سبک معماری گسترش یافته در طول دوران قرون وسطای انگلستان می‌باشد که در طول دوران تودورها یعنی از تاریخ ۱۴۸۵ تا ۱۶۰۳ و حتی فراتر از آن ادامه داشت. این شیوه به عنوان یک تجربه و پیش‌زمینه‌ای بر معماری رنسانس انگلستان بود.

## نگارخانه

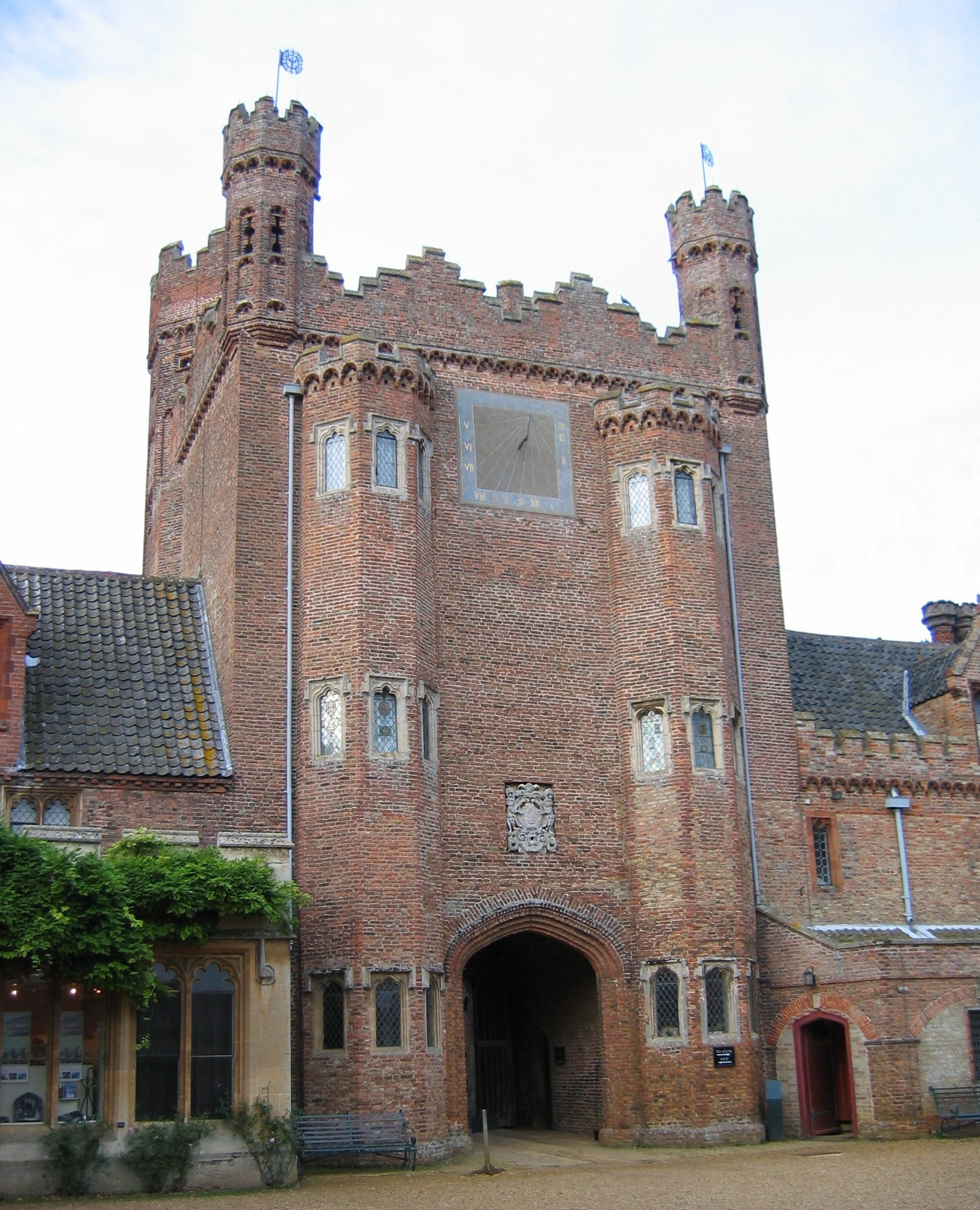
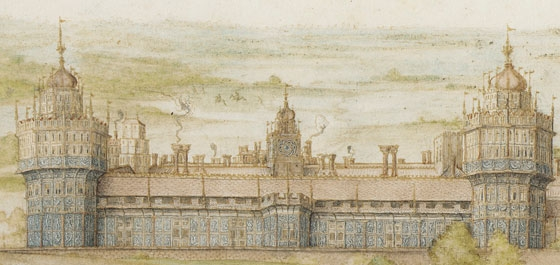
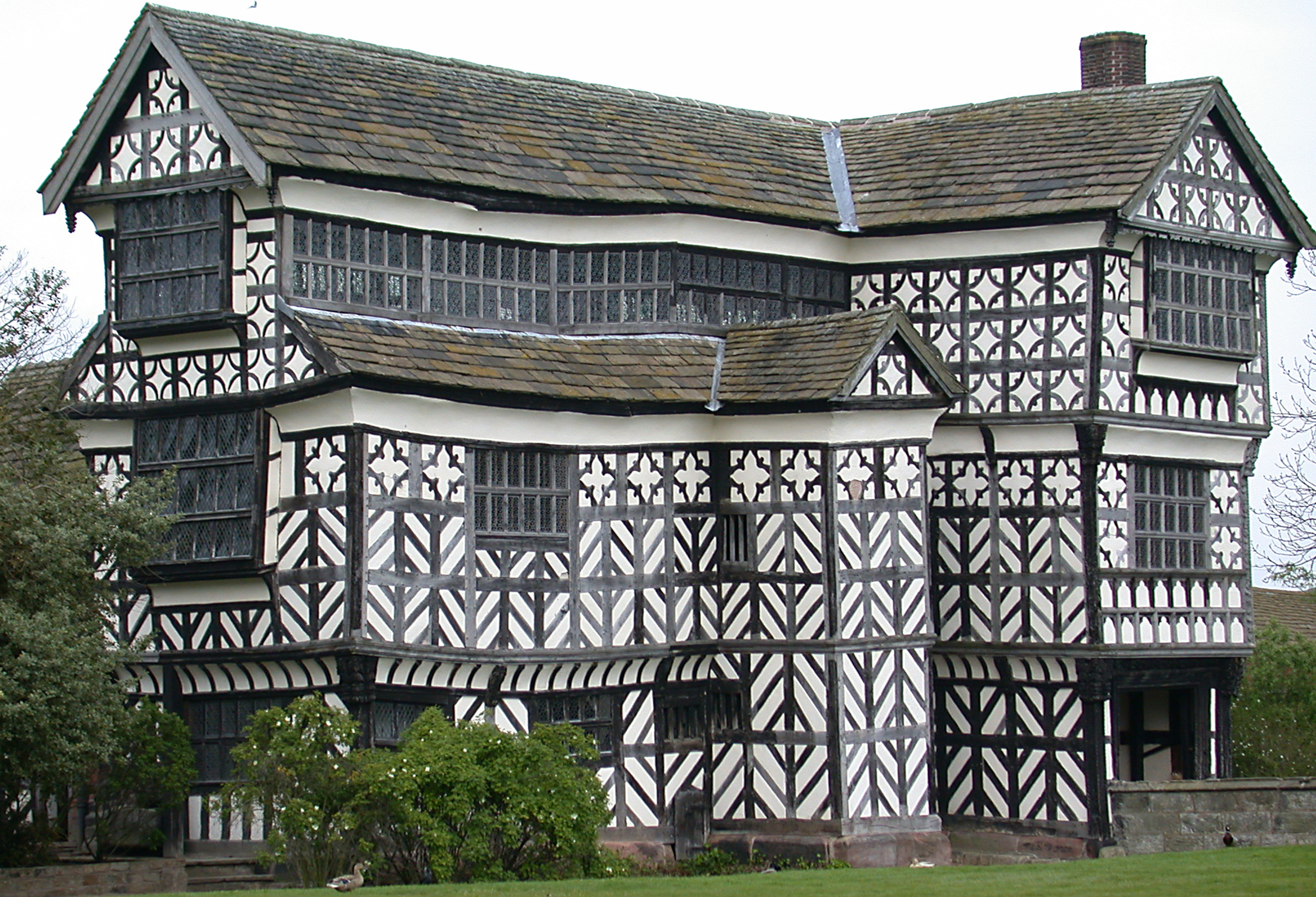
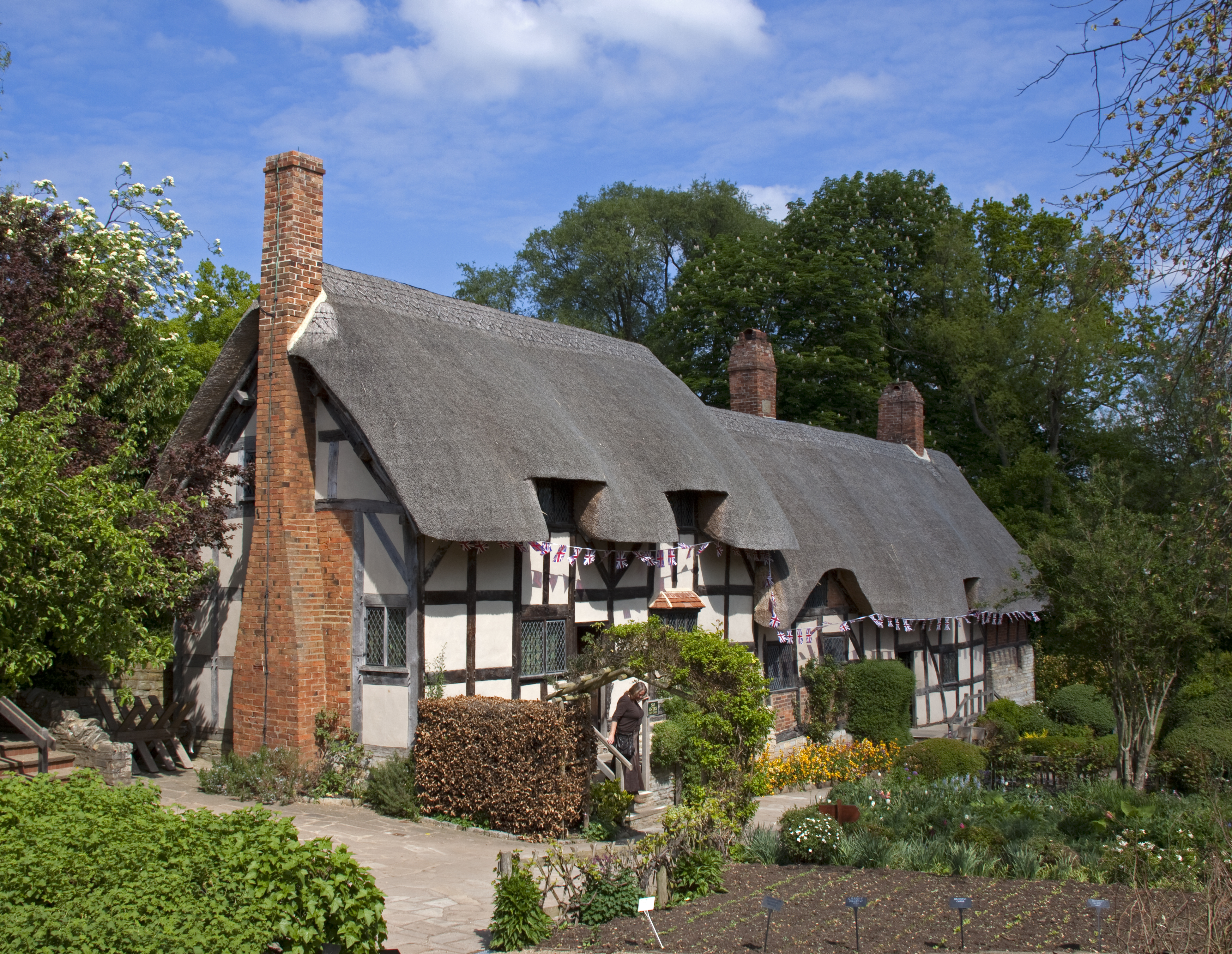
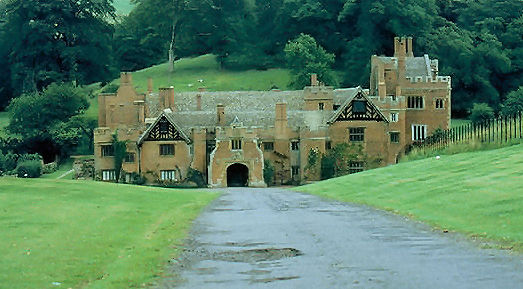
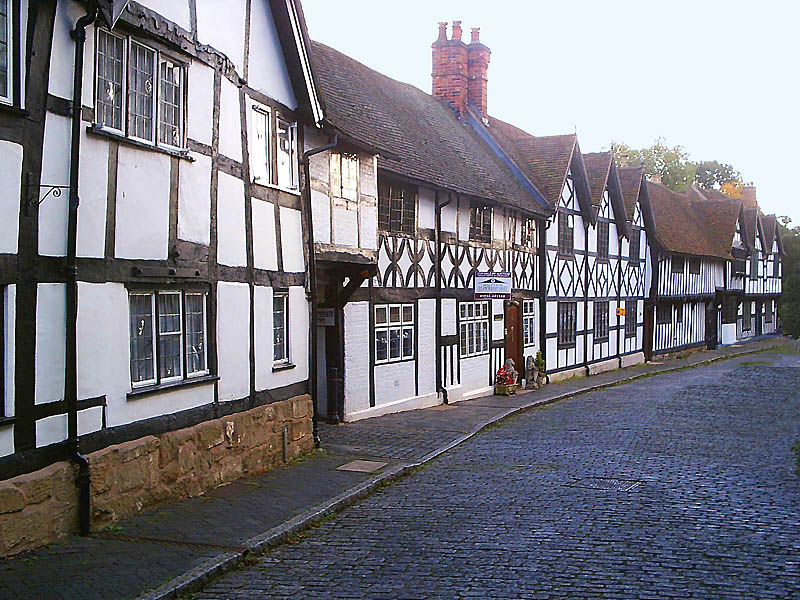
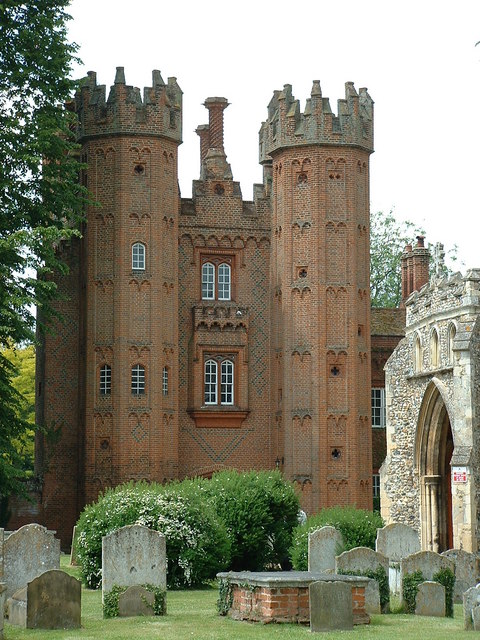